# شونيشيرو أوكانو
شونيشيرو أوكانو (باليابانية: 岡野 俊一郎) (مواليد 28 أغسطس 1931 - 2 فبراير 2017)، هو لاعب كرة قدم ياباني سابق كان يلعب كمهاجم. سبق له أن لعب مع منتخب اليابان.

## وصلات خارجية
- شونيشيرو أوكانو على موقع قاعدة بيانات كرة القدم.إي يو (الإنجليزية)
- شونيشيرو أوكانو على موقع ناشيونال فوتبول تيمز (الإنجليزية)
- شونيشيرو أوكانو على موقع Soccerway.com (الإنجليزية)
- شونيشيرو أوكانو على موقع عالم كرة القدم.نت (الإنجليزية)
- شونيشيرو أوكانو على موقع اللجنة الأولمبية الدولية (الإنجليزية)
- شونيشيرو أوكانو على موقع أوليمبيديا (الإنجليزية)

- National Football Teams
- Japan National Football Team Database